# Ширлі Фрай
Ширлі Фрай (англ. Shirley Fry; 30 червня 1927 — 13 липня 2021) — колишня американська тенісистка.
Найвищу одиночну позицію світового рейтингу — 1 місце досягла 1956 року.
Перемагала на турнірах Великого шолома в одиночному, парному та змішаному парному розрядах.
Завершила кар'єру 1957 року.

## Загальна статистика

### Часова шкала турнірів Великого шлему
Sources:
| W | Ф | ПФ | ЧФ | #Р | КТ | К# | DNQ | A | NH |

#### Одиночний розряд
| Турнір               | 1941  | 1942  | 1943  | 1944  | 1945  | 19461 | 19471 | 1948  | 1949  | 1950  | 1951  | 1952  | 1953  | 1954  | 1955  | 1956  | 1957  | Career SR |
| -------------------- | ----- | ----- | ----- | ----- | ----- | ----- | ----- | ----- | ----- | ----- | ----- | ----- | ----- | ----- | ----- | ----- | ----- | --------- |
| Чемпіонат Австралії  | NH    | NH    | NH    | NH    | NH    |       |       |       |       |       |       |       |       |       |       |       | П     | 1 / 1     |
| Чемпіонат Франції    | R     | R     | R     | R     |       |       |       | Ф     |       | ЧФ    | П     | Ф     | ПФ    |       |       |       |       | 1 / 5     |
| Вімблдонський турнір | NH    | NH    | NH    | NH    | NH    |       |       | ЧФ    | 2р    | ЧФ    | Ф     | ПФ    | ПФ    | ЧФ    |       | П     |       | 1 / 8     |
| Чемпіонат США        | 1р    | ЧФ    | 1р    | ЧФ    | 1р    | 1р    | 3р    | 3р    | 3р    | ЧФ    | Ф     | ПФ    | ПФ    | ПФ    | ЧФ    | П     |       | 1 / 16    |
| SR                   | 0 / 1 | 0 / 1 | 0 / 1 | 0 / 1 | 0 / 1 | 0 / 1 | 0 / 1 | 0 / 3 | 0 / 2 | 0 / 3 | 1 / 3 | 0 / 3 | 0 / 3 | 0 / 2 | 0 / 1 | 2 / 2 | 1 / 1 | 4 / 30    |

#### Парний розряд
| Турнір               | 1941  | 1942  | 1943  | 1944  | 1945  | 19461 | 19471 | 1948  | 1949  | 1950  | 1951  | 1952  | 1953  | 1954  | 1955  | 1956  | 1957  | Career SR |
| -------------------- | ----- | ----- | ----- | ----- | ----- | ----- | ----- | ----- | ----- | ----- | ----- | ----- | ----- | ----- | ----- | ----- | ----- | --------- |
| Чемпіонат Австралії  |       | NH    | NH    | NH    | NH    | NH    |       |       |       |       |       |       |       |       |       |       | П     | 1 / 1     |
| Чемпіонат Франції    | R     | R     | R     | R     |       |       |       | Ф     |       | П     | П     | П     | П     |       |       |       |       | 4 / 5     |
| Вімблдонський турнір | NH    | NH    | NH    | NH    | NH    |       |       | 3р    | ПФ    | Ф     | П     | П     | П     | Ф     |       | ПФ    |       | 3 / 8     |
| Чемпіонат США        |       | 1р    | 1р    | ЧФ    | ПФ    | ПФ    | ПФ    | ПФ    | Ф     | Ф     | П     | П     | П     | П     | Ф     | Ф     |       | 4 / 15    |
| SR                   | 0 / 0 | 0 / 1 | 0 / 1 | 0 / 1 | 0 / 1 | 0 / 1 | 0 / 1 | 0 / 3 | 0 / 2 | 1 / 3 | 3 / 3 | 3 / 3 | 3 / 3 | 1 / 2 | 0 / 1 | 0 / 2 | 1 / 1 | 12 / 29   |

R = турнір обмежувався внутрішнім чемпіонатом Франції й відбувався під німецькою окупацією.

1У 1946 і 1947 чемпіонати Франції відбувалися після Вімблдону.

### Фінали турнірів Великого шлему
Джерело:

#### Одиночний розряд: 8 (4–4)
| Результат | Рік  | Турнір               | Покриття | Суперниця            | Рахунок       |
| --------- | ---- | -------------------- | -------- | -------------------- | ------------- |
| Поразка   | 1948 | Чемпіонат Франції    | Ґрунт    | Неллі Адамсон Ландрі | 2–6, 6–0, 0–6 |
| Перемога  | 1951 | Чемпіонат Франції    | Ґрунт    | Доріс Гарт           | 6–3, 3–6, 6–3 |
| Поразка   | 1951 | Вімблдонський турнір | Трава    | Доріс Гарт           | 1–6, 0–6      |
| Поразка   | 1951 | Чемпіонат США        | Трава    | Морін Конноллі       | 3–6, 6–1, 4–6 |
| Поразка   | 1952 | Чемпіонат Франції    | Ґрунт    | Доріс Гарт           | 4–6, 4–6      |
| Перемога  | 1956 | Вімблдонський турнір | Трава    | Анджела Бакстон      | 6–3, 6–1      |
| Перемога  | 1956 | Чемпіонат США        | Трава    | Алтея Гібсон         | 6–3, 6–4      |
| Перемога  | 1957 | Чемпіонат Австралії  | Трава    | Алтея Гібсон         | 6–3, 6–4      |

#### Парний розряд: 19 (12–7)
| Результат | Рік  | Турнір               | Покриття | Партнерка        | Суперниці                         | Рахунок       |
| --------- | ---- | -------------------- | -------- | ---------------- | --------------------------------- | ------------- |
| Поразка   | 1948 | Чемпіонат Франції    | Ґрунт    | Мері Арнолд      | Доріс Гарт Патрісія Каннінґ-Тодд  | 4–6, 2–6      |
| Поразка   | 1949 | Чемпіонат США        | Трава    | Доріс Гарт       | Луїз Браф Маргарет Осборн Дюпон   | 4–6, 8–10     |
| Перемога  | 1950 | Чемпіонат Франції    | Ґрунт    | Доріс Гарт       | Луїз Броу Марґарет Осборн Дюпонт  | 1–6, 7–5, 6–2 |
| Поразка   | 1950 | Вімблдонський турнір | Трава    | Доріс Гарт       | Луїз Броу Марґарет Осборн Дюпонт  | 4–6, 7–5, 1–6 |
| Поразка   | 1950 | Чемпіонат США        | Трава    | Доріс Гарт       | Луїз Броу Марґарет Осборн Дюпонт  | 2–6, 3–6      |
| Перемога  | 1951 | Чемпіонат Франції    | Ґрунт    | Доріс Гарт       | Беріл Бартлетт Барбара Скофілд    | 10–8, 6–3     |
| Перемога  | 1951 | Вімблдонський турнір | Трава    | Доріс Гарт       | Луїз Броу Марґарет Осборн Дюпонт  | 6–2, 13–11    |
| Перемога  | 1951 | Чемпіонат США        | Трава    | Доріс Гарт       | Ненсі Чаффі Патрісія Каннінґ-Тодд | 6–4, 6–2      |
| Перемога  | 1952 | Чемпіонат Франції    | Ґрунт    | Доріс Гарт       | Газель Редік-Сміт Юлія Віпплінґер | 7–5, 6–1      |
| Перемога  | 1952 | Вімблдонський турнір | Трава    | Доріс Гарт       | Луїз Броу Морін Конноллі          | 8–6, 6–3      |
| Перемога  | 1952 | Чемпіонат США        | Трава    | Доріс Гарт       | Луїз Броу Морін Конноллі          | 10–8, 6–4     |
| Перемога  | 1953 | Чемпіонат Франції    | Ґрунт    | Доріс Гарт       | Морін Конноллі Джулія Семпсон     | 6–4, 6–3      |
| Перемога  | 1953 | Вімблдонський турнір | Трава    | Доріс Гарт       | Морін Конноллі Джулія Семпсон     | 6–0, 6–0      |
| Перемога  | 1953 | Чемпіонат США        | Трава    | Доріс Гарт       | Луїз Броу Марґарет Осборн Дюпонт  | 6–2, 7–9, 9–7 |
| Поразка   | 1954 | Вімблдонський турнір | Трава    | Доріс Гарт       | Луїз Броу Марґарет Осборн Дюпонт  | 6–4, 7–9, 1–6 |
| Перемога  | 1954 | Чемпіонат США        | Трава    | Доріс Гарт       | Луїз Броу Марґарет Осборн Дюпонт  | 6–4, 6–4      |
| Поразка   | 1955 | Чемпіонат США        | Трава    | Доріс Гарт       | Луїз Броу Марґарет Осборн Дюпонт  | 3–6, 6–1, 3–6 |
| Поразка   | 1956 | Чемпіонат США        | Трава    | Бетті Розенквест | Луїз Броу Марґарет Осборн Дюпонт  | 3–6, 0–6      |
| Перемога  | 1957 | Чемпіонат Австралії  | Трава    | Алтея Гібсон     | Мері Бевіс Готон Фей Мюллер       | 6–2, 6–1      |

#### Мікст: 5 (1–4)
| Результат | Рік  | Турнір               | Покриття | Партнер        | Суперник і суперниця        | Рахунок       |
| --------- | ---- | -------------------- | -------- | -------------- | --------------------------- | ------------- |
| Поразка   | 1951 | Чемпіонат США        | Трава    | Мервін Роуз    | Доріс Гарт Френк Седжмен    | 3–6, 2–6      |
| Поразка   | 1952 | Чемпіонат Франції    | Ґрунт    | Ерік Стерджесс | Доріс Гарт Френк Седжмен    | 8–6, 3–6, 3–6 |
| Поразка   | 1953 | Вімблдонський турнір | Трава    | Енріке Мореа   | Доріс Гарт Вік Сайксес      | 7–9, 5–7      |
| Поразка   | 1955 | Чемпіонат США        | Трава    | Гарднар Маллой | Доріс Гарт Вік Сайксес      | 5–7, 7–5, 2–6 |
| Перемога  | 1956 | Вімблдонський турнір | Трава    | Вік Сайксес    | Гарднар Маллой Алтея Гібсон | 2–6, 6–2, 7–5 |